# Gérard d'Aboville
Pour les autres membres de la famille, voir famille d'Aboville.
Gérard d'Aboville, né le 5 septembre 1945 à Paris, est un navigateur et homme politique français. Il est l'initiateur français des traversées océaniques à la rame en solitaire. Jusqu'en 2014, d'Aboville siège au conseil de Paris dans le groupe UMP, devenu maintenant le groupe Les Républicains (LR). Il est aussi le président de l'association Patrimoine maritime et fluvial.

## Biographie
Gérard d'Aboville est un descendant du général d'empire Augustin Gabriel d'Aboville, d'Auguste Ernest d'Aboville, son fils, homme politique du Second Empire et des débuts de la Troisième République qui souscrivit au Monument Henry (11ème liste), ainsi que d'Henri d'Aboville, antidreyfusard, et du Conseiller d'État Jacques-Simon Tournouër au XIXe siècle. Il est l'un des neuf enfants de Henri d'Aboville (1911-2002) et de Christiane de Clercq.
Au cours des années 1960, il est scout marin.
En janvier 1980, il participe au Rallye Dakar 1980 à moto avec ses quatre frères, chacun sur Kawasaki KL 250. 
En 1980, Gérard d'Aboville est le premier navigateur français à traverser l'océan Atlantique en solitaire à la rame dans le sens ouest-est. Parti de Cap Cod aux États-Unis le 10 juillet, il arrive à Brest le 21 septembre, 71 jours et 23 heures plus tard, après avoir parcouru 5 200 km à la rame. Son bateau, le Capitaine Cook, mesure 5,60 mètres. Tom McClean avait été le premier à traverser l'Atlantique Nord à la rame, rejoignant l'Irlande depuis Terre-Neuve en 71 jours en 1969. Depuis 2004 le record de la traversée est détenu par le navigateur Français Emmanuel Coindre en 62 jours, le seul à doubler ce parcours d’Ouest en Est depuis Chatham Massachusetts aux États-Unis à Brest en 2002 puis à La Baule en 2004.
En 1985, Gérard d'Aboville est l'organisateur et le concepteur des rafts de l'expédition Africa-Raft de Philippe de Dieuleveult.
En 1991, il traverse l'océan Pacifique à la rame. Il part de Chōshi, au Japon, le 10 juillet et atteint les côtes américaines le 21 novembre. L'année suivante le chanteur Guy Béart lui rend hommage dans une chanson intitulée Entre-temps ramait d'Aboville.
En 1993, il publie Seul, un roman qui retrace jour après jour, tel un journal de bord, son voyage en solitaire de 1991.
Il est député européen de 1994 à 1999,.
Depuis, il s'est investi dans la lutte écologique et la sauvegarde du patrimoine marin avec l'association Patrimoine maritime et fluvial dont il est le président depuis 1997. Il est président du Conseil supérieur de la navigation de plaisance et des sports nautiques.
En 2001, Gérard d'Aboville accompagné de Hubert de Chevigny et Bernard Lafferrière survole le pôle nord avec un petit avion monomoteur (un Private Explorer) sans l'aide d'instruments de navigation électroniques, simplement en pilotage à vue comme lors du premier survol du Pôle.
En 2002, il se présente sans succès aux élections législatives dans la deuxième circonscription du Morbihan. En 2004, il est nommé au Conseil économique et social.
En 2006, il intègre le projet PlanetSolar  de l'explorateur Suisse Raphaël Domjan comme coskipper.
En 2007, il est élu membre titulaire de l'Académie de marine.
En janvier 2008, il se déclare candidat pour le poste de maire du 15e arrondissement de Paris contre le candidat UMP Philippe Goujon. Il reçoit le soutien du maire sortant, René Galy-Dejean, dissident UMP battu aux législatives 2007[réf. nécessaire].
Le 9 mars 2008 Gérard d'Aboville obtient 10,11 % des suffrages, permettant un maintien au second tour. Il fusionne avec la liste menée par Philippe Goujon, malgré l'opposition de certains membres de sa liste. Le 16 mars, d'Aboville est élu au conseil municipal du XVe arrondissement en 5e position sur la liste de Philippe Goujon et au Conseil de Paris.
Il soutient la candidature de François Fillon à la présidence de l'UMP lors du congrès d'automne 2012.
En avril 2017, avec Fanny Adam, il crée Le Cargo, première place de marché du matériel nautique neuf et d'occasion.

## Distinctions
- Prix André de Saint-Sauveur de l'Académie des sports en 1980 pour sa traversée de l'océan Atlantique.
- Grand Prix de l’Académie des Sports – Prix Serge Kampf de l'Académie des sports en 1991 pour sa traversée de l'océan Pacifique.
- Officier de la Légion d'honneur ; Nommé officier de la Légion d'honneur en 1993, médaille remise le 13 décembre 1994[15] (chevalier en 1992)
- Commandeur de l'ordre national du Mérite Il a été promu au grade de commandeur par décret du 13 mai 2016 [16].
- Commandeur de l'ordre du Mérite maritime (2007)[17]
  - Officier du 19 septembre 1991